# مساقل (حفاش)

تعديل مصدري - تعديل

مساقل هي إحدى قرى عزلة راس الاحجول بمديرية حفاش التابعة لمحافظة المحويت، بلغ تعداد سكانها 424 نسمة حسب تعداد اليمن لعام 2004.